# TCDD Suburban Fleet
TCDD Regional Fleet — серія пасажирських вагонів, використовуваних державною компанією Турецька залізниця. Моделі виготовлялися в 1972-1980 роках компанією TÜVASAŞ. Вагони, які входять в серію «Regional Fleet» в основному використовується на регіональних та приміських залізничних лініях Турецької Республіки.